# Le avventure di Huckleberry Finn

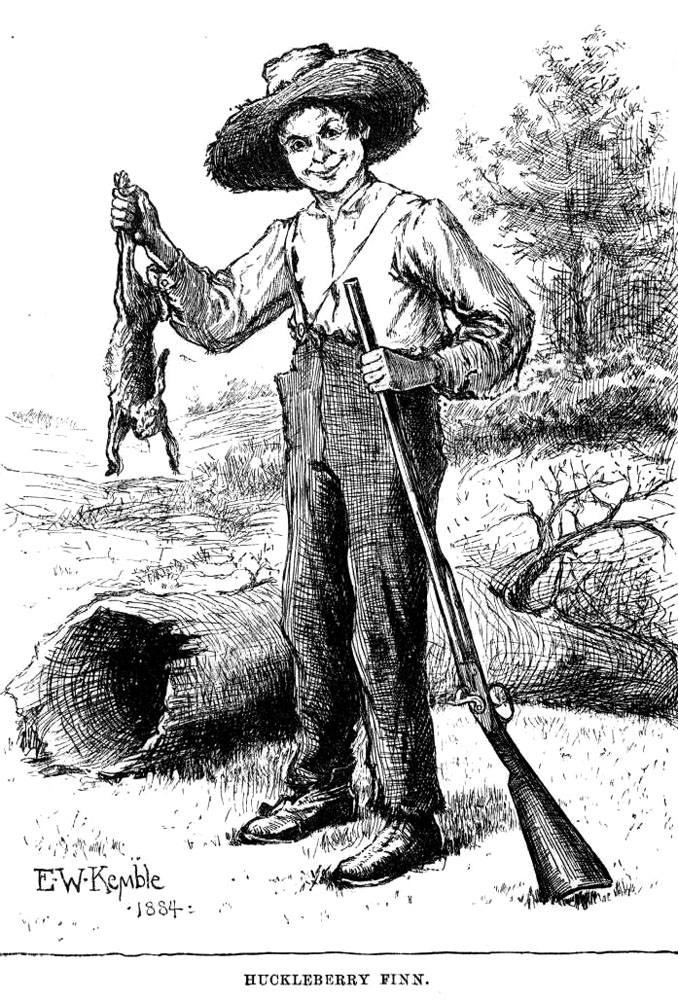
Huckleberry Finn in un disegno di E.W. Kemble dell'edizione originale 1884 del libro.

Le avventure di Huckleberry Finn (Adventures of Huckleberry Finn) è un romanzo picaresco dello scrittore statunitense Mark Twain pubblicato per la prima volta nel 1884; costituisce il seguito ideale del precedente Le avventure di Tom Sawyer e seguito poi da Tom Sawyer Detective e Tom Sawyer Abroad.
Il narratore in prima persona è un ragazzino orfano, che ad un certo punto decide di fuggire dalla civilizzazione umana in compagnia di uno schiavo nero: faranno un lungo viaggio di 1800 km a bordo di una zattera lungo il fiume Mississippi. 

## Trama
La storia ha inizio nella cittadina fittizia di St. Petersburg, basata su Hannibal, la città reale del Missouri in cui Twain aveva trascorso parte della propria infanzia, sulle rive del grande fiume. L'ambientazione è dei primi anni '40 del XIX sec., in quanto il primo battello a vapore navigò lungo il Mississippi nel 1835, una ventina d'anni prima dello scoppio della guerra di secessione americana.

### Trama
Dal libro Le avventure di Tom Sawyer sappiamo che Huck era stato abbandonato dal padre, un ubriacone poco di buono, e aveva cominciato a vivere liberamente, abbandonato a se stesso per le strade di St. Petersburg. La sua situazione si ritrova sorprendentemente capovolta alla fine del suddetto romanzo.
Le prime pagine di Le avventure di Huckleberry Finn ci aggiornano appunto sulla nuova condizione del ragazzo. Grazie all'apprensione della vedova Douglas e del giudice Thatcher, il denaro ritrovato da Huck e Tom alla fine del primo romanzo è stato affidato alla banca in modo da poter fruttare una cospicua e sicura rendita economica. Huck può così beneficiare di tutte le cure di una buona e benestante famiglia, presso la casa della rispettabile vedova, la quale l'ha preso in custodia. Ma egli rimpiange la vita libera che conduceva precedentemente e, ripresi i suoi stracci, fugge temporaneamente nella sua amata botte da zucchero. Ad ogni modo, l'amico Tom riesce facilmente a dissuaderlo con qualche storia. Huck riprende allora con una certa insofferenza la vita civile che gli viene imposta: lavarsi, vestirsi bene ed esser educato a tavola, studiare e frequentare la scuola. Si sente però schiacciato da tutte queste convenzioni sociali che lui giudica francamente incomprensibili.

### In Illinois e all'isola Jackson

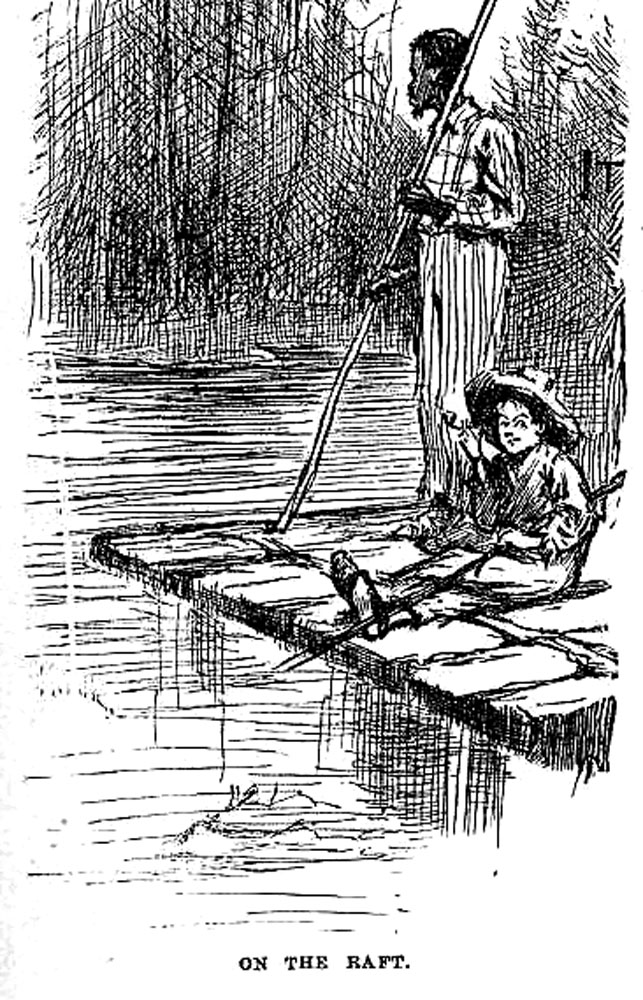
Huck e Jim sulla zattera, illustrazione dell'edizione del 1884

Attratto dalle voci della fortuna del figlio, il padre di Huck torna e si rimpossessa del ragazzino, strappandolo alle cure della buona vedova e tenendolo sotto chiave in una baita sperduta nei boschi, a ridosso della riva del Mississippi, sul litorale che volge verso l'Illinois, in attesa degli esiti del processo di custodia a suo carico. L'uomo, spesso ubriaco, prende volentieri il figlio a bastonate e lo abbandona chiuso in casa per giorni mentre è via. Per parte sua, il ragazzo si mostra piuttosto assuefatto alla violenza paterna e alla solitudine; non rimpiangendo la vita comoda cui stava quasi per abituarsi, si adatta nuovamente allo status quo. Solo quando il padre, in preda a un impeto di delirium tremens, tenta addirittura di ucciderlo, Huck si decide ad escogitare un piano per la fuga.
Approfittando di una delle frequenti e prolungate assenze del vecchio, il ragazzo non solo riesce a trovare una via di fuga dalla baracca, ma mette egregiamente in scena un vero e proprio luogo del crimine: a tutti sembrerà che un malfattore abbia fatto irruzione nel posto, derubando il possibile e sbarazzandosi del suo corpo nel fiume. In questo modo, Huck evita di essere inseguito mentre raggiunge indisturbato, in canoa, la vicina isola Jackson. Qui, dopo 4 giorni, scopre di non esser solo: vi trova difatti Jim, lo schiavo nero di Miss Watson (sorella della vedova Douglas) e grande amico di tutti i ragazzi del paese. Costui gli confesserà di esser scappato perché minacciato di esser venduto al mercato di New Orleans.
In un primo momento Huck ha qualche esitazione nell'aiutare uno schiavo fuggiasco, ma abbandona i dubbi morali risolvendosi nel comportarsi nel modo che più gli viene naturale. Dopo una grave inondazione dovuta a violente precipitazioni, i due si ritrovano ad esplorare una casetta di legno sradicata dalla corrente e portata giù lungo il fiume. Al suo interno vi rinvengono un cadavere, ed un certo numero di utili cianfrusaglie di cui fanno incetta.
La sera seguente, travestito da ragazza, Huck fa un salto nei dintorni di St. Petesburg in cerca di notizie sul proprio conto e su quello di Jim. Si ritrova allora ospite nella casa della signora Judith Loftus, una nuova residente della zona. Huck apprende dalla donna la storia del suo riuscito assassinio: per questa brutta storia, inizialmente era stato accusato suo padre, ma in seguito, poiché era emerso che anche lo schiavo Jim risultava scappato lo stesso giorno, molti avevano proteso per l'incriminazione di questo secondo sospettato; un'ingente ricompensa per la cattura del criminale aveva poi fatto il resto, dando il via ad una vera e propria "caccia all'uomo nero". Alcuni degli abitanti, avendo recentemente notato del fumo alzarsi dalla "Jackson Island", s'apprestavano ora ad una battuta d'esplorazione in quella direzione.
Apprese tutte queste sconvolgenti informazioni, Huck fa allora freneticamente ritorno verso l'isola in aiuto al suo compagno: i due amici caricano una zattera preventivamente ormeggiata e salpano quella notte stessa alla volta della città di Cairo in Illinois. Dormendo di giorno e viaggiando di notte lungo il Mississippi, il loro obiettivo è quello di raggiungere il punto di confluenza con l'Ohio, per poter così risalire negli Stati liberi dell'Unione, ove la schiavitù sta per esser abolita. Durante la quinta notte di viaggio, passata St. Louis, la zattera nel buio di un temporale si imbatte in un'imbarcazione che sta per andare a picco; spinti dalla curiosità di Huck, i due passeranno brutti momenti in esplorazione a bordo di quel relitto.

### In Kentucky: i Grangerford e gli Shepherdsons
Una delle notti a seguire, l'arrivo di un improvviso banco di nebbia impedisce ai due di riconoscere l'approdo per Cairo, disperdendoli invece molto più avanti tra la moltitudine di isolotti paludosi della zona; il giorno dopo, come se ciò non bastasse, i due avventurieri prima perdono la loro canoa (con la quale avevano in mente di risalire il fiume verso Cairo), poi sono travolti con tutta la loro zattera da uno dei tanti battelli che viaggiano a piena potenza lungo il grande fiume. Riemerso a galla senza il suo amico, Huck si ritrova ospite presso l'aristocratica famiglia Grangerford, proprietaria terriera sulla sponda del fiume che appartiene allo stato del Kentucky. Qui fa presto amicizia con Buck, un ragazzino della sua stessa età, e viene a sapere che i Grangerford sono impegnati in una faida che oramai dura da più di 30 anni contro l'altrettanto rispettabile famiglia degli Shepherdsons.
Huck rimane fortemente colpito dal fatto che, nonostante i membri di entrambe le famiglie frequentino la stessa chiesa cristiana e si comportino pacificamente al suo interno durante le funzioni domenicali e festive in genere, abbiano però invece tutti almeno una pistola che portano con sé ovunque vadano. La guerra di vendetta giunge al culmine quando la sorella maggiore di Buck, Sophia, scappa in fuga d'amore con uno dei membri del clan degli Shepherdsons. Nel conflitto che ne segue tutti i Grangerford rimangono uccisi o gravemente mutilati: Huck dovrà anche assistere al brutale omicidio dell'amico Buck, avvenuto praticamente davanti ai suoi occhi.
Si allontana allora in tutta velocità e rimane fortemente sollevato quando riesce a ritrovare Jim, di cui credeva ormai aver perduto per sempre le tracce; l'uomo ha recuperato e riparato la zattera, così i due si possono subito rimettere in viaggio lungo il fiume. Sono costretti però, vicino al confine tra Arkansas, Missouri e Tennessee a prendere a bordo della loro imbarcazione due grandissimi imbroglioni che si spacciano nientemeno per il "Duca d'Aquasparta" e per il "Re di Francia" Luigi XVII.

### In Arkansas: il Duca e il Re
Il più giovane dei due, sulla trentina, si presenta come il figlio segreto di un duca inglese; l'altro, di circa settant'anni, asserisce invece d'esser il Delfino di Francia e quindi legittimo erede al trono. Il "Duca" e il "Re", divenuti passeggeri permanenti della zattera di Jim e Huck, perseguono allegramente tutta una serie di truffe contro gli ignari abitanti dei luoghi in cui via via attracca l'imbarcazione, tra cui anche la stampa di fatture false.
In una cittadina cercano d'impossessarsi dell'eredità d'un ricco possidente appena defunto, Peter Wilks il conciatore di pelli, spacciandosi per i suoi due fratelli; ma Huck, vedendo che le tre nipoti (le quali hanno sempre trattato gentilmente il ragazzo) rimaste orfane stanno per perder tutto quello che spetta loro, sceglie di aiutarle: ad un certo punto si troverà persino costretto a nascondere il denaro dentro la bara di Wilks, che dev'essere seppellito il giorno seguente di prima mattina. Ma il sopraggiungere di due nuovi uomini che paiono essere i veri fratelli di Wilks provoca ulteriore scompiglio.
A questo punto Huck cerca di scappare e lasciarsi alle spalle i due manigoldi, ma purtroppo pochi giorni dopo a sua insaputa i due hanno venduto Jim ad una famiglia del luogo (in una città più a sud). Sfidando la propria coscienza ed accettando in pieno le conseguenze morali negative che si aspetta per le proprie azioni (pensa di andar così all'inferno) decide di liberare una volta per tutte Jim per farne un uomo libero.

### Alla fattoria dei Phelps
Raggiunta in tal modo dopo molte miglia ed altrettante incredibili peripezie le piantagioni di cotone dei Phelps in Arkansas i due truffatori riescono, come detto, con l'ennesimo inganno a vendere Jim agli zii di Tom Sawyer, che qui conducono la grande fattoria e i relativi campi. Ma la signora Sally Phelps è la sorella della celebre zia Polly di Tom: il ragazzo, quando rivede l'amico creduto morto è estremamente contento e nuovamente insieme i due escogitano un piano per imbrogliare la zia Sally e si inventano che Tom fosse il fratellastro Sid ed Huck invece Tom, così come la zia Sally aveva creduto fin da principio.

### Epilogo
Gli avvenimenti che seguono, e che hanno un andamento meno avventuroso, sono incentrati sulla fattoria dello zio Silas e sui rocamboleschi piani che escogitano i ragazzi per liberare Jim. Arriva però la notizia che Jim è stato affrancato, in punto di morte, dalla sua vecchia padrona Miss Watson e che il padre di Huck è morto. Il libro termina con la triste prospettiva della scuola per Huck, visto che la zia Sally lo vuole adottare, ma lui con l'aiuto di Tom escogita nuovi piani di fuga per fuggire ancora una volta dalla temutissima civilizzazione.

## Personaggi
- Huckleberry Finn

Un ragazzo di circa 12 o 13 anni, figlio dell'ubriacone della città ed orfano di madre. È un ragazzo molto scaltro che sfrutta ogni occasione per divertirsi.
- Vedova Douglas

La tipica vecchia signora benestante ed amorevole che ha preso con sé Huck nel tentativo di farne un "bravo ragazzo": fa del suo meglio per civilizzarlo, ritenendo che questo sia per lei un dovere cristiano.
- Miss Watson

La sorella della vedova, una vecchia ed arcigna zitella; magra e con gli occhialini, si dimostra severa nei confronti di Huck. Riesce ad insegnare al ragazzo a leggere, a contar fino a 35, ma non ha successo nel tentativo d'inculcargli le sane virtù cristiane.
- Jim

Uno schiavo in fuga mite e di buon cuore, che diventa il grande compagno di viaggio di Huck lungo il fiume percorso con la zattera; per la sua accurata conoscenza di tutti i presagi è tenuto in gran considerazione dagli altri schiavi. La moglie e i figli si trovano nelle mani di altri proprietari. Il suo più grande desiderio è diventare un uomo libero.
- Tom Sawyer

Amico e compagno d'avventure di Huck; è il capo della banda di ragazzini (Joe, Ben e Tommy) della sua città.
- Papà Finn

Il padre di Huck, un alcolizzato violento di circa cinquant'anni. Incolto, avido e litigioso, non vuole che Huck vada a scuola e lo picchia con assiduità: quando è ubriaco grida che la colpa di tutti i mali è del governo e dei neri.
- Judith Loftus

Una donna gentile e sensibile.
- I Grangerfords

Famiglia aristocratica del Kentucky guidata dal sessantenne colonnello Saul. Il ragazzo più giovane della famiglia, Buck, diverrà per un periodo buon amico di Huck.
- Il Duca e il Re

Una banda di truffatori il cui vero nome rimane sconosciuto. Il primo si spaccia per tipografo, insegnante di musica e geografia nonché farmacista, ma è anche attore appassionato di ipnotismo e frenologia; il secondo pratica l'imposizione delle mani per guarire dalle paralisi e da altri mali, ma è anche predicatore e missionario religioso.
- Mary Jane, Susan e Johanna Wilks

Sono le tre giovani nipoti del vecchio Peter, loro ricco tutore recentemente scomparso. Data anche la loro giovanissima età - hanno rispettivamente 19, 15 e 14 anni - il Duca e il Re cercheranno di derubarle dell'eredità, spacciandosi per i fratelli lontani di Peter da poco tornati dall'Inghilterra.
- Sally e Silas Phelps

La zia e lo zio di Tom.

## La fortuna del romanzo
Secondo Hemingway
 eppure il libro, solo dopo un anno della sua pubblicazione, venne giudicato non adatto a dei ragazzi per la sua rudezza e per il suo linguaggio e pertanto venne radiato dalla Biblioteca Pubblica di Concord, Massachusetts.
Secondo alcuni critici il personaggio di Tom Sawyer è il ragazzo che Twain era stato e Huck il ragazzo al quale avrebbe voluto assomigliare. Il romanzo è scritto con un linguaggio che si avvale del parlato, con l'utilizzo della forma dialettale, come avverte lo stesso autore in una nota.
Tra i traduttori più noti vi è Enzo Giachino nella traduzione del 1949 per la casa editrice Einaudi. L'illustratore più importante è E. W. Kemble che firmò le tavole della prima edizione.

### Opere derivate
Diversi i film tratti dal romanzo, tra cui il più apprezzato dal pubblico e dalla critica è quello di Michael Curtiz, Le avventure di Huck Finn del 1960, girato negli Stati Uniti con la partecipazione di Buster Keaton. Si ricorda anche il film TV di Jack B. Hively, Le avventure di Huckleberry Finn (The Adventures of Huckleberry Finn) con Forrest Tucker, Kurt Ida, Dan Monahan, Brock Peters prodotto negli USA nel 1978. Nel 1980 è stata realizzata dalla Canadian Broadcasting Corporationan la serie televisiva Huckleberry Finn e i suoi amici (Huckleberry Finn and His Friends).
Nel 1969 gli studios Hanna-Barbera crearono una serie in live action in 20 episodi dal titolo Le nuove avventure di Huckleberry Finn.
Famose inoltre le serie anime Le avventure di Huckleberry Finn (Huckleberry no bōken) di 26 episodi e prodotta da Group TAC nel 1976, e Il mio amico Huck (Huckleberry Finn monogatari) prodotta nel 1991 da Enoki Films sempre in 26 episodi.
Dal romanzo è stato anche tratto un musical (Stati Uniti, 1974) da Jack Lee Thompson e nel 1993 da Stephen Sommers prodotto dalla Buena Vista Disney. L'opera è inoltre citata nell'album dei Baustelle: "Sono andato, sono ancora qui, Huckleberry Finn" (San Francesco, I Mistici dell'Occidente) e ha ispirato il testo del brano di Nick Cave "Saint Huck", dall'album "From Her to Eternity" del 1984.
| Anno | Film                                                                            | Regista                | Interpreti | Note                                                              |
| ---- | ------------------------------------------------------------------------------- | ---------------------- | --- | ----------------------------------------------------------------- |
| 1920 | Huckleberry Finn                                                                | William Desmond Taylor | Lewis Sargent (Huck), George H. Reed (Jim), Gordon Griffith (Tom), Katherine Griffith (Vedova Douglas), Frank Lanning (Pap Finn), Tom Bates (The King), Orral Humphrey (The Duke)           | Film muto (USA)                                                   |
| 1931 | Huckleberry Finn                                                                | Norman Taurog          | Junior Durkin (Huck), Clarence Muse (Jim), Jackie Coogan (Tom), Jane Darwell (Vedova Douglas), Warner Richmond (Pap Finn), Oscar Apfel (The King), Eugene Pallette (The Duke)               | Film (USA)                                                        |
| 1939 | Le avventure di Huckleberry Finn (The Adventures of Huckleberry Finn)           | Richard Thorpe         | Mickey Rooney (Huck), Rex Ingram (Jim), <no Tom>, Jane Darwell (Mrs. Douglas), Warner Richmond (Pap Finn), Walter Connolly (The King), William Frawley (The Duke)                           | Film (USA)                                                        |
| 1952 | Huckleberry Finn                                                                |                        | Colin Campbell (Huck), Orlando Martins (Jim), Jeremy Spenser (Tom), Janet Joye (Vedova Douglas), Kenneth Connor (Pap Finn), Mark Daly (The King), Peter Martyn (The Duke)                   | Miniserie TV in 7 episodi (UK)                                    |
| 1953 | The Adventures of Huckleberry Finn                                              | --                     | Clifford Tatum Jr. (Huck), Sugar Ray Robinson (Jim), <no Tom>, Thomas Mitchell (The King), Eddie Albert (The Duke)                                                                          | Episodio della serie TVExcursion (USA)                            |
| 1955 | The Adventures of Huckleberry Finn                                              | Herbert B. Swope Jr.   | Charles Taylor (Huck), <no Jim>, Robert Hyatt (Tom), Katherine Warren (Vedova Douglas), Thomas Mitchell (Pap Finn), Walter Catlett (The King), John Carradine (The Duke)                    | Episodio della serie TV The Climax! (USA)                         |
| 1957 | Le avventure di Huck Finn (The Adventures of Huckleberry Finn)                  | Elliot Silverstein     | Jimmy Boyd (Huck), Earle Hyman (Jim), <no Tom>, Jack Carson (The King), Basil Rathbone (The Duke)                                                                                           | Episodio della serie TV The United States Steel Hour (USA)        |
| 1960 | Le avventure di Huck Finn (The Adventures of Huckleberry Finn)                  | Michael Curtiz         | Eddie Hodges (Huck), Archie Moore (Jim), <no Tom>, Josephine Hutchinson (Vedova Douglas), Neville Brand (Pap Finn), Tony Randall (The King), Mickey Shaughnessy (The Duke)                  | Film (USA)                                                        |
| 1967 | Huckleberry Finn                                                                | Marcel Cravenne        | Martin Lartigue (Huck), Ibrahim Seck (Jim), Pascal Duffard (Tom), Denise Gence (Vedova Douglas), Albert Remy (Pap Finn), Robert Murzeau (The King), Michel Aumont (The Duke)                | Film TV (Francia)                                                 |
| 1969 | Le nuove avventure di Huckleberry Finn (The New Adventures of Huckleberry Finn) | vari                   | Michael Shea (Huck), Lu Ann Haslam (Becky Thatcher), Kevin Shultz (Tom) | Serie TV in 20 episodi (USA)                                      |
| 1973 | Un ragazzo perduto - Le avventure di Huckleberry Finn (Sovsem propashchiy)      | Georgiy Daneliya       | Roman Madyanov (Huck), Feliks Imokuede (Jim), <no Tom>, Irina Skobtseva (Vedova Douglas), Vladimir Basov (Pap Finn)                                                                         | Film (URSS)                                                       |
| 1974 | Huckleberry Finn                                                                | J. Lee Thompson        | Jeff East (Huck), Paul Winfield (Jim), Lucille Benson (Vedova Douglas), Gary Merrill (Pap Finn), Harvey Korman (The King), David Wayne (The Duke)                                           | Film (USA)                                                        |
| 1975 | Huckleberry Finn                                                                | Robert Totten          | Ron Howard (Huck), Antonio Fargas (Jim), Don Most (Tom), Jean Speegle Howard (Vedova Douglas), Rance Howard (Pap Finn), Jack Elam (The King), Merle Haggard (The Duke)                      | Film TV (USA)                                                     |
| 1976 | Le avventure di Huckleberry Finn (Huckleberry no bōken)                         | Hiroyoshi Mitsunobu    | Masako Nozawa (voce di Huck), Yasuo Yamada (voce di Jim) | Serie TV d'animazione in 26 episodi (Giappone)                    |
| 1979 | Huckleberry Finn e i suoi amici (Huckleberry Finn and His Friends)              | Jack Hively et al.     | Ian Tracey (Huck), Blu Mankuma (Jim), Sammy Snyders (Tom), Lillian Carlson (Vedova Douglas), Hagan Beggs (Pap Finn), Joseph Golland (THe King), Heinz Schimmelpfennig (The Duke)            | Serie TV in 26 episodi (Canada / Germania Ovest)                  |
| 1981 | Le avventure di Huckleberry Finn (The Adventures of Huckleberry Finn)           | Jack Hively            | Kurt Ida (Huck), Brock Peters (Jim), Dan Monahan (Tom), Helen Kleeb (Vedova Douglas), Cliff Osmond (Pap Finn), Larry Storch (The King), Forrest Tucker (The Duke)                           | Film TV (USA)                                                     |
| 1984 | The Adventures of Huckleberry Finn                                              | --                     | Simon Hinton (voce di Huck), Alistair Duncan (voce di Jim) | Film TV d'animazione (Australia)                                  |
| 1986 | The Adventures of Huckleberry Finn                                              | Peter H. Hunt          | Patrick Day (Huck), Samm-Art Williams (Jim), Eugene Oakes (Tom), Sada Thompson (Vedova Douglas), Frederic Forrest (Pap Finn), Barnard Hughes (The King), Jim Dale (The Duke)                | Miniserie TV (USA) in 2 episodi, per la serie American Playhouse. |
| 1991 | Il mio amico Huck (Huckleberry Finn monogatari)                                 | Norio Kashima          | Yōko Matsuoka (voce di Huck), Chie Satō (voce di Jim), Shinobu Adachi (voce di Tom), Kumiko Nishihara (voce di Becky Thatcher), Mari Nakamura (voce della vedova Douglas)                   | serie TV d'animazione in 26 episodi (Giappone)                    |
| 1993 | Le avventure di Huck Finn                                                       | Stephen Sommers        | Elijah Wood (Huck), Courtney B. Vance (Jim), <no Tom>, Dana Ivey (Vedova Douglas), Ron Perlman (Pap Finn), Jason Robards (The King), Robbie Coltrane (The Duke)                             | Film (USA)                                                        |
| 2012 | Le avventure di Huckleberry Finn (Die Abenteuer des Huck Finn)                  | Hermine Huntgeburth    | Leon Seidel (Huck), Jacky Ido (Jim), Louis Hofmann (Tom), Margit Bendokat (Vedova Douglas), August Diehl (Pap Finn), Michael Gwisdek (The King), Kurt Krömer (The Duke)                     | Film (Germania)                                                   |
| 2014 | Tom Sawyer & Huckleberry Finn (Tom Sawyer & Huckleberry Finn)                   | Jo Kastner             | Joel Courtney (Tom), Jake T. Austin (Huck), Katherine McNamara (Becky Thatcher), Noah Munck (Ben Rogers), Val Kilmer (Mark Twain), Sewell Whitney (Defense Attorney), Miles Mussenden (Jim) | Film (Germania/Stati Uniti)                                       |

## Edizioni italiane
- trad. di Teresa Orsi, Bemporad, Firenze, s.d. [ma 1915], 1930²; rivista da Paolo Reynaudo, Firenze, Giunti, 1969.
- trad. di Luigi Berti, Frassinelli, Milano, 1934, 1939²; Milano, Baldini & Castoldi, 2000.
- Huckleberry Finn, traduzione di Enzo Giachino, Torino, Einaudi, 1949, ISBN 88-06-136-05-4.
- Huckleberry Finn, traduzione di Emily Cook, Milano, Fabbri Editori, 1953.
- Huckleberry Finn, traduzione di Giuseppe Calanchi, Bologna, Malipiero, 1953.
- Huckleberry Finn, traduzione di Francesco De Rosa, Milano, Mursia, 1956.
- Huckleberry Finn, traduzione di Maria Silvi, Milano, Baldini & Castoldi, 1961.
- Huckleberry Finn, traduzione di Gabriele Musumarra, Milano, Rizzoli, 1964.
- Huckleberry Finn, traduzione di Pina Spelta, Brescia, La Scuola, 1969.
- Huckleberry Finn, traduzione di Ines Gnoli Lanzetta, Bergamo, Janus, 1971.
- Huckleberry Finn, traduzione di Francesco Franconeri, Milano, Bietti, 1972.
- Huckleberry Finn, traduzione di Roberto Pasini, Milano, Mondadori, 1981.
- Huckleberry Finn, traduzione di Gaby Goering, Milano, Accademia, 1983.
- Huckleberry Finn, traduzione di Paola Fontana, Novara, De Agostini, 1993.
- Huckleberry Finn, traduzione di Franca Cavagnoli, Milano, Frassinelli, 2000.
- Le avventure di Huckleberry Finn, traduzione di Marco Rossari, Roma, la Repubblica, 2004.
- Le avventure di Huckleberry Finn, traduzione di Giuseppe Culicchia, Milano, Feltrinelli, 2005, ISBN 880782177X.
- Huckleberry Finn, traduzione di Riccardo Reim, Roma, Newton Compton, 2007, ISBN 978-88-541-0941-4.
- Le avventure di Huckleberry Finn, traduzione di Francesco Franconeri, Fidenza, Mattioli 1885, 2012, ISBN 978-88-6261-289-0.
- Le avventure di Huckleberry Finn, traduzione di Riccardo Ferrazzi e Marino Magliani, Collana Narratori, Mantova, Oligo, 2023, ISBN 979-12-810-0032-2.